# Altamira, Querétaro Arteaga
Altamira är en ort i Mexiko.   Den ligger i kommunen Cadereyta de Montes och delstaten Querétaro Arteaga, i den centrala delen av landet, 160 km norr om huvudstaden Mexico City. Altamira ligger 2 871 meter över havet och antalet invånare är 335.
Terrängen runt Altamira är bergig åt nordost, men åt sydväst är den kuperad. Altamira ligger uppe på en höjd. Runt Altamira är det ganska glesbefolkat, med 38 invånare per kvadratkilometer. Närmaste större samhälle är Zimapan, 19,7 km öster om Altamira. Trakten runt Altamira består i huvudsak av gräsmarker.